# Comarca do Condado
O Condado is een comarca van de Spaanse provincie Pontevedra. De hoofdstad is Ponteareas, de oppervlakte 341,0 km² en het heeft 40.192 inwoners (2005).

## Gemeenten
As Neves, Mondariz, Mondariz-Balneario, Salvaterra de Miño en Ponteareas.